# Neoman
Die Neoman-Unternehmensgruppe entstand 2001 durch die Übernahme von Neoplan durch die MAN Nutzfahrzeuge AG, München. Sie stellte Omnibusse sowie Bus-Chassis verschiedener Typen her, die weiterhin unter den Markennamen Neoplan und MAN verkauft wurden. Zum 1. Februar 2008 wurde die Gesellschaft im Rahmen der Integration des Busbereiches der MAN Nutzfahrzeuge AG rechtlich wieder auf die MAN Nutzfahrzeuge AG verschmolzen und hörte somit auf zu existieren. Davon unberührt werden die beiden Busmarken MAN und Neoplan weiterhin im Rahmen einer ausdifferenzierten Zwei-Marken-Strategie vermarktet, die z. B. für Neoplan keine Stadtbusse oder Überlandbusse vorsieht. Das frühere Neoplan-Zweigwerk der Gottlob Auwärter GmbH & Co. KG in Pilsting ging im April 2009 im Rahmen eines Management-Buy-Outs durch die ehemaligen Neoman- bzw. Neoplan-Geschäftsführer Joachim Reinmuth und Ernö Bartha an die neu gegründete Viseon Bus GmbH über.
Im Einzelnen bestand die Gruppe als 100-prozentige Tochter der MAN Nutzfahrzeuge AG von 2001 bis 2008 aus folgenden Unternehmen:
- MAN Bus GmbH (Reise-, Überland-, Stadtbusse, Buschassis)
- Neoman Bus GmbH, Salzgitter, Stadtbusse und Chassis
- Neoplan Bus GmbH (Reise-, Überland-, Stadtbusse; häufig viel beachtete Innovationen, z. B. erste Niederflurbusse) mit den Standorten Pilsting und Plauen, bis zum Jahr 2005 auch dem Gründungswerk Stuttgart-Möhringen.
- MAN Star Trucks & Buses (Zusammenschluss von Star Trucks und MAN Bus Polska; Produktion von (Stadt-)Buskomponenten -bussen in Polen)
- MAN Türkiye A.S., bekannt als MANAS (Reise- und Überlandbusherstellung in Ankara/Türkei, z. B. A72,A74,A78,R07,R08,R09)
- Joint Venture Lion’s Bus Company (zwischen MAN und dem chinesischen Unternehmen Yutong; Produktion von Chassis für Busse in Zhengzhou/VR China)